# Pons Santolh
Pons de Santolh (fl. XIII secolo) è stato un trovatore del XIII secolo, probabilmente un membro della famiglia Centulli, ma se del ramo Castelsarrasin o Tolosa rimane un mistero.
Era il fratello della moglie di Guilhem de Montanhagol. Ha composto un planh, "Marritz com oms mal sabens ab frachura", sulla morte del cognato.

## Fonti
- (FR)  Anglade, Joseph (1928). Les troubadours de Toulouse. Toulouse: Privat.